# Hijos de la Inmaculada Concepción
La Congregación Hijos de la Inmaculada Concepción (oficialmente en latín: Congregatio Filiorum Immaculatae Conceptionis) es una congregación religiosa católica laical, de vida apostólica y de derecho pontificio, fundada por el religioso italiano Luigi Maria Monti en Roma, en 1857. A los religiosos de este instituto se les conoce como concepcionistas y posponen a sus nombres las siglas C.F.I.C.

## Historia

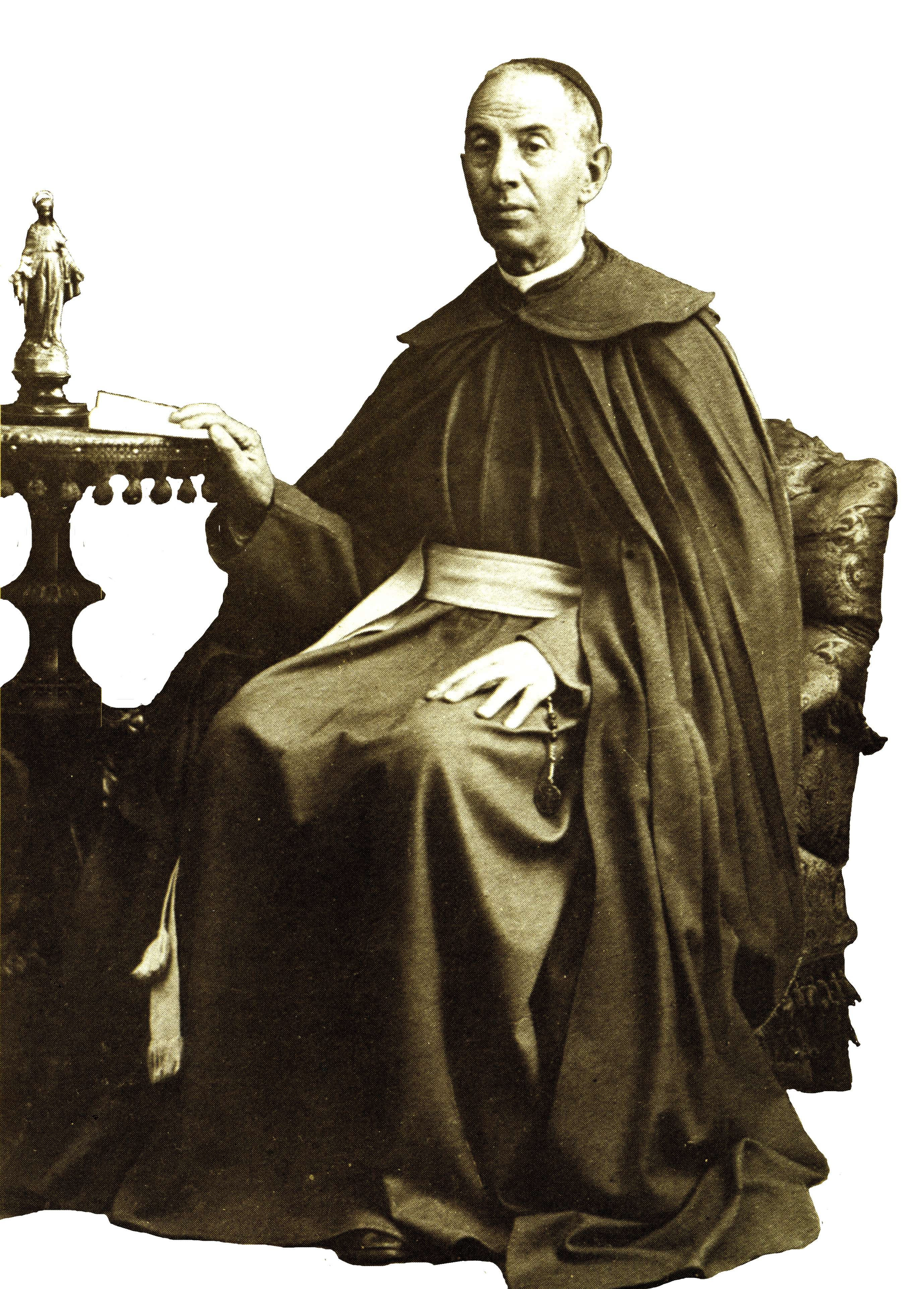
Luigi Maria Monti (1825-1900), fundador de la congregación, es venerado como beato en la Iglesia católica.

La congregación fue fundada el 8 de septiembre de 1857, en Roma, por el religioso italiano Luigi Maria Monti (venerado hoy como beato en la Iglesia católica), en el hospital del Santo Espíritu, para el servicio del mismo, como enfermeros. Los religiosos fueron expulsados del hospital el 30 de septiembre de 1889, a causa de las leyes anticlericales del tiempo. Razón por la cual, tuvieron que difundir otras actividades pastorales, abriendo campo hacia la educación y el cuidado de los huérfanos en Saronno y Cantù.
El 4 de octubre de 1862, el instituto fue aprobado, como congregación religiosa laical de derecho pontificio, mediante decretum laudis del papa Pío IX. En 1904, con permiso del papa Pío X, manteniendo la forma de congregación laical, algunos religiosos de la Orden pudieron acceder a la ordenación sacerdotal.

## Organización
La Congregación Hijos de la Inmaculada Concepción es una congregación religiosa católica, laical, internacional, centralizada, de vida apostólica y de derecho pontificio. El gobierno es ejercido por un superior general y la curia general se encuentra en Roma.
Los concepcionistas se dedican a la atención de los enfermos y a la educación de los huérfanos. En 2017, el instituto contaba con unos 415 religiosos, de los cuales 207 eran sacerdotes, y unas 77 comunidades, presentes en Albania, Argentina, Bolivia, Brasil, Camerún, Canadá, Corea del Sur, Costa de Marfil, Croacia, Estados Unidos, Filipinas, Francia, Guinea Ecuatorial, India, Italia, México, Nigeria, Perú, Polonia y República Democrática del Congo.